# Thaumastochilus martini
Espèce
Thaumastochilus martini est une espèce d'araignées aranéomorphes de la famille des Zodariidae.

## Distribution
Cette espèce est endémique du KwaZulu-Natal en Afrique du Sud,.

## Description
La femelle décrite par Jocqué en 1991 mesure 9,60 mm.

## Étymologie
Cette espèce est nommée en l'honneur de C. Martin.

## Publication originale
- Simon, 1897 : Description d'arachnides nouveaux. Annales de la Société Entomologique de Belgique, vol. 41, p. 8-17 (texte intégral).